# Türöffner

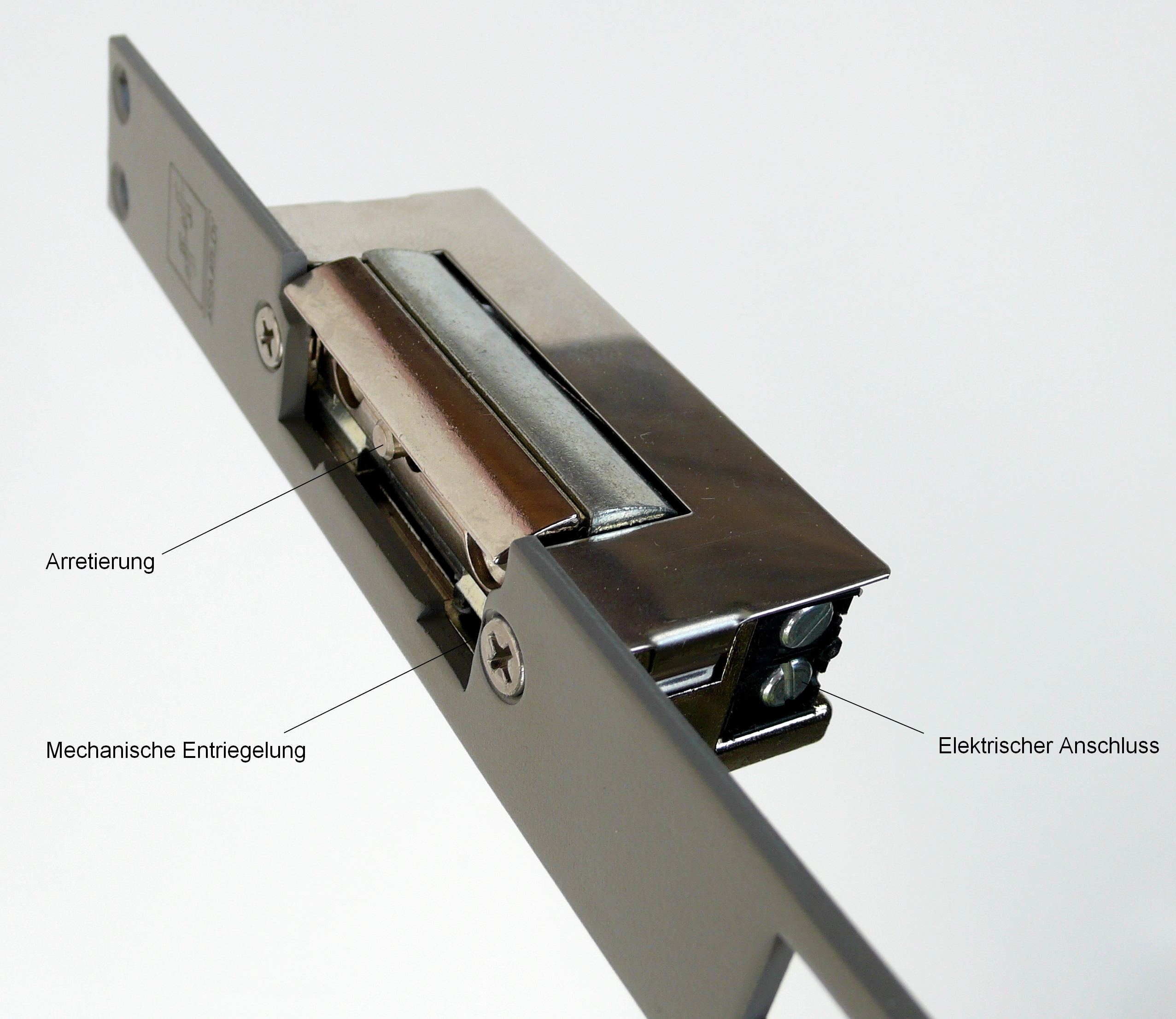
Türöffner

Türöffner Elektrisches Schaltzeichen

Ein Türöffner ist eine elektrische, mit Fernbedienung im Türrahmen (meist gegenüber einem Einsteck-Riegel-Fallenschloss) eingebaute Vorrichtung mit elektromagnetischer Schlossfallen-Entriegelung. Türöffner werden häufig mit Zutrittskontrollsystemen, Sprechanlagen oder Überwachungskameras kombiniert, um vor dem Öffnen der Tür die Identität der davorstehenden Person überprüfen zu können. Aufgrund ihres Geräusches werden sie umgangssprachlich auch Summer genannt.
Nicht zu verwechseln ist diese Art Türöffner mit Vorrichtungen, die zum selbsttätigen Öffnen von Türen eingesetzt werden. Diese werden auch als automatischer Türantrieb, Automatiktür oder automatisches Türsystem bezeichnet und ähneln oft Türschließern, die oberhalb des Türblatts montiert werden.

## Funktion
Die Falle des im Türblatt eingebauten Einsteckschlosses greift bei geschlossener Tür in die Falle des Türöffners. Bei Kontaktgabe (durch Fernbedienung) wird die Sperre der Falle des Türöffners aufgehoben, die Tür kann geöffnet werden.
Nach dem Schließen der Tür hält die erneut gesperrte Falle des Türöffners die Tür, d. h. die Falle des Einsteckschlosses, wieder fest. Man unterscheidet folgende Typen:
- Arbeitsstrom-Türöffner: die Öffnung erfolgt nur während der Kontaktgabe, d. h. solange der Summton im Türöffner hörbar ist, Arbeitsstrom-Türöffner sind mit 100 % Einschaltdauer erhältlich, d. h. per Zeitschaltuhr könnte der Türöffner für mehrere Stunden oder auch andauernd die Tür freigeben. Bei Stromausfall wird die Tür im Gegensatz zum Ruhestrom nicht freigegeben.
- Ruhestrom-Türöffner: die Falle des Türöffners wird durch einen gewissen Mindeststrom, den sog. „Ruhestrom“, festgehalten. Bei Stromunterbrechung oder Stromausfall kann die Tür geöffnet werden (Fluchttüröffner).
- Türöffner mit Arretierung: die Tür kann nach einer bestimmten Zeit geöffnet werden, oder die Tür bleibt nach der Kontaktgabe bis zum einmaligen Öffnen entriegelt.

Der elektrische Türöffner ersetzt nicht den Verschluss der Tür durch einen Riegel, sondern ist lediglich eine zusätzliche Einrichtung. Er ist in erster Linie für den Tagesbetrieb gedacht, während nachts die betreffende Tür durch Betätigung des Einsteckschlossriegels verschlossen wird. Eine nur über die Falle des Türöffners geschlossen gehaltene Tür gilt versicherungsrechtlich als nicht verschlossen.
Vielfach verfügt der Türöffner über eine mechanische Entriegelung, die mit einem kleinen Hebel betätigt werden kann. Bei aktiver Entriegelung wird die Türe zum Öffnen einfach aufgeschnappt. So kann man sich in einem Einfamilienhaus zum Beispiel nicht aussperren oder an einer stark frequentierten Türe in einem Mehrparteienhaus ist tagsüber kein Aufsperren oder eine Betätigung des Türöffners nötig.
Eine seltene, heute fast nicht mehr anzutreffende Variante ist der Türöffner mit Kettenzug. Er ist nicht im Türrahmen eingebaut, sondern befindet sich in einem Kasten auf der Innenseite der Tür, etwa in der Mitte ihrer Breite. Durch eine Kette ist er mit der Wand neben der Tür (auf der Scharnierseite) verbunden, durch eine zweite Kette mit dem Türschloss. Beim Schließen der Tür entsteht ein Zug auf der an der Wand befestigten Kette, dadurch wird in der Mechanik des Türöffners eine Feder gespannt. Bei elektrischer Betätigung des Öffners zieht diese Feder die am Schloss befestigte Kette an und öffnet so die Schlossfalle, gleichzeitig wird die Tür durch die zweite Kette ein wenig zur Wand gezogen und öffnet sich im Idealfall einen Spalt weit. Diese Variante funktioniert natürlich nur in Verbindung mit einem entsprechenden Schloss, das keine Klinke, sondern einen Zugknopf besitzt. Auch muss die Länge der beiden Ketten genau stimmen, da die Mechanik sonst nicht einwandfrei arbeitet.

## Andere Bedeutungen
Der Begriff Türöffner kann auch in einem psychologischen Kontext verwendet werden. Dies in der Bedeutung eines Wohlwollen oder ein bestimmtes Meinungsbild im Sinne des Akteurs erzeugenden Verhaltens. Beispiele sind im Marketing Verteilung von Werbegeschenken, in der Politik vorgeschobene populistische Ansichten, um damit andere Zwecke der Meinungsbildung zu verfolgen oder Techniken der Gesprächsführung.